# 小野寺景道
小野寺 景道（おのでら かげみち）は、戦国時代から安土桃山時代にかけての武将、大名。小野寺氏第13代当主。出羽国平鹿郡横手城主。

## 生涯
天文3年（1534年）、小野寺氏第12代当主・小野寺稙道の四男として誕生。父に倣って、室町幕府第13代将軍・足利義輝から偏諱を賜り、初めは輝道（てるみち）と名乗った。のちに景道に改名。
天文15年（1546年）、父・稙道が家臣の大和田光盛や金沢八幡別当・金乗坊らに殺されて居城・横手城が奪われると（平城の乱）、幼少の景道は庄内の大宝寺氏に保護された。大宝寺氏や由利郡の諸氏、稲庭城主ら小野寺一門の支援を受けて数年後に勢力を盛り返し、小野寺家随一の知謀の将で八柏館（現・秋田県横手市大雄）主の八柏道為の尽力もあって、光盛らを滅ぼし横手城を奪い返した。
その後も勢力を拡大し、湯沢城を八柏道為にあたえて一族扱いとし、みずからは大宝寺氏の娘を正妻にむかえ、新しい本拠地に横手城を選んで城下町を整備し、稲庭・川連・西馬音内・大森などの支城に一族を配置し、小野寺氏の最盛期を築き上げて、安東氏や戸沢氏、最上氏らと対峙した。また、六郷氏から継嗣光道の正室を迎えるなど周辺豪族との外交にも力を注いだ。
天正10年（1582年）、上洛して天下人の織田信長と会見したが、帰国後に大宝寺義氏の横死、嫡子・光道の病死が相次ぎ、鮭延氏出身の側室より生まれた次男・義道に家督を譲って隠居した。
慶長2年（1597年）、死去。

## 親族
- 小野寺稙道 … 父
- 大築地秀道 … 沼館城代。景道の兄であるが庶子のために家督は継げず。一門として次代・義道の頃も留守居役などを務める。
- 小野寺茂道 … 庶子。西馬音内（にしもない）小野寺氏の当主。小野寺氏の改易後は、戸沢盛安を頼る。
- 小野寺光道 … 長男。浅舞城主。死因は諸説あり1590年の仙北一揆の責任をとって自害したとも、それ以前に戦死や病死で死去したとも諸説ある。
- 小野寺義道 … 次男。横手城主。家督。
- 小野寺康道 … 三男。大森城主。戸沢光盛未亡人（楢岡氏）と再婚し、これにより夫人は大森御前と呼ばれる。小野寺氏改易では兄と共に石見へ配流。夫人は戸沢氏に引き取られた。
- 吉田孫市 … 末子。吉田館主。吉田陳道。秀道。のち南部利直に仕える。

## 家臣
- 八柏道為（上述）
- 姉﨑四郎左右衛門 … 小野寺家家老
- 黒沢道家 … 小野寺氏の重臣。主家の改易後は佐竹氏に仕える。
- 西野道俊 … 西野館主。
- 大井満安 … 由利十二頭の1人。妻は小野寺茂道の娘。
- 八口内貞冬 … 八口内城主。
- 六郷政乗 … 仙北七人衆の1人。関ヶ原の戦いでは小野寺氏と袂（たもと）を分かち東軍に属す。